# Вулиця Лепкого (Львів)
Вулиця Богдана Лепкого — вулиця у Галицькому районі міста Львова, неподалік від історичного центру. Сполучає вулицю Городоцьку з вулицею Листопадового Чину. 
Прилучаються вулиці: Мурави, Щепкіна, Гребінки, Шопена.

## Історія та назва
Невелика вулиця Богдана Лепкого була прокладена у 1885 році і названа Браєрівською, бо пролягала через Браєрівку, яка належала родині Браєрів. Йозеф Браєр прибув із Сілезії у 1826 року до Львова, де згодом став впливовою людиною: банкіром, землевласником, засновником транспортного підприємства. 1853 року Браєр був обраний президентом Львівської торгово-промислової палати та був її представником у Галицькому сеймі та австрійському парламенті — Райхсраті у 1860-х роках. Його син Еміль власне розпарцелював та забудовував вулицю Браєрівську на своїх родинних землях. Поховані члени цієї родини на 10-му полі Личаківського цвинтаря у гробівці Браєрів, Тренклів, Вайглів, оздобленому знаменитою скульптурною композицією роботи Антона Шімзера.
Хоча й Браєр був німцем з походження, у Львові він став ревним захисником польських інтересів. Очевидно, це не викликало захоплення німецької окупаційної влади, тому у 1941—1944 роках вулиця називалася Мальцґассе. У липні 1944 року повернена довоєнна назва і вже 1950 року вулиця Браєрівська була перейменована вулицю Галана, на честь письменника-комуніста Ярослава Галана, а 1991 року її назвали на пошану українського письменника та літературознавця Богдана Лепкого.

## Забудова
В архітектурному ансамблі вулиці Богдана Лепкого переважають архітектурні стилі — історизм, класицизм. Декілька будинків внесено до Реєстру пам'яток архітектури місцевого значення:
- Найстарішою будівлею на вулиці був палацик Браєрів збудований у середині XIX століття на місці, де зараз стоїть наріжний будинок під № 20. На старих планах та фотографіях Львова видно, що він оточений парком. Будинок розібрали. У 1897—1898 роках на його місці за проєктом архітекторів Тадеуша Вацлава Мюнніха та Станіслава Хлонєвського спорудили триповерхову кам'яницю для нового власника — лікаря Владислава Татарчука (на фасаді збереглася монограма власника —«WT»). Кам'яницю споруджено у стилі так званого «мальовничого» історизму — (піттореск). На фоні вохристої цегляної кладки третього поверху виділяється наріжний еркер з балконом, увінчаний невеличкою вежею з альтанкою та цибулеподібною банею зі шпилем. Над брамою можна побачити голівку янгола з крилами[6].

- Кам'яниці при вул. Лепкого № 6—12 були збудовані у 1883—1887 роках у стилі історизму за проєктом архітекторів Яна Шульца та Еразма Герматніка на замовлення Еміля Браєра. Спарений будинок під № 10—12 з двома брамами та бічними ризалітами оздоблений скульптурами, барельєфами і маскаронами авторства Леонарда Марконі. У будинку під № 12 мешкав і працював гінеколог та акушер Теодор Блотніцький[7].

- У сусідній кам'яниці № 8 теж мешкали аристократи, зокрема граф Август Лось, поміщиця Марія Мохнацька, потім у будинку перебував заклад страхової медицини — Каса хворих Королівського столичного міста Львова з поліклінікою. Нині тут розташовані 1-ше дитяче поліклінічне відділення 3-ї міської клінічної лікарні, санепідемстанція Залізничного району, Львівський обласний клінічний наркологічний диспансер та Галицький медичний центр безпеки дорожнього руху.

- Будинок під № 6 прикрашений вишуканим декором на античні роботи Леонарда Марконі. Відновлена брама будинку прикрашена літерою «Д». Це символ стоматологічної клініки «Дарія», яка розташовувалась на подвір'ї.

- Навпроти, при Браєрівській, 7 мешкав доктор філософії і професор гімназії Альберт Ціппер, який також був головою «Товариства для колонізації Палестини і Сирії».

- Будинок під № 14 споруджений в стилі історизму у 1890-х роках, прикрашають над вікнами третього поверху два погруддя в античному стилі — лікаря Гіппократа та римського цісаря і філософа Марка Аврелія[6].

- У наріжному будинку під № 16 містився заклад страхування робітників від нещасних випадків. У 1950-х роках тут перебував Залізничний райком КПРС, а нині більшість приміщень будинку займає Личаківський районнийсуд м. Львова.

## Відомі мешканці
У постсецесійній кам'яниці під № 4, що збудована у 1911 році провів дитинство та молодість найвідоміший у світі письменник львівського походження Станіслав Лем — син лікаря-ларинголога, автор фантастичних романів та книги спогадів про рідне місто «Високий Замок». 12 вересня 2021 року відбулося урочисте відкриття меморіальної таблиці Станіславу Лему на фасаді будинку, де мешкала родина Лемів.